# André Nunes
André Filipe Vitorino Maximiano Nunes (26 de abril de 1979) é um actor português. Concluiu o curso profissional da ACT - Escola de actores para cinema e televisão em 2002 e desde então tem trabalhado em cinema, televisão e teatro, tendo-se popularizado com a personagem Gil na telenovela Ilha dos Amores.

## Televisão
| Ano       | Titulo            | Personagem                      | Canal   | Notas           |
| --------- | ----------------- | ------------------------------- | ------- | --------------- |
| 2005      | João Semana       | Daniel                          | RTP     |                 |
| 2007      | Ilha dos Amores   | Gil de Jesus                    | TVI     |                 |
| 2007      | Rouxinol faduncho |                                 | RTP     |                 |
| 2008-2009 | Feitiço de Amor   | Nuno Neves                      | TVI     |                 |
| 2009      | Ele é Ela         | Américo                         | TVI     | Elenco Fixo     |
| 2010      | Mar de Paixão     | José Amarelo                    | TVI     |                 |
| 2011      | A Família Mata    | Paulo Aguiar Nunes              | SIC     |                 |
| 2011-2012 | Rosa Fogo         | Samuel Santos                   | SIC     |                 |
| 2012-2013 | Doida por Ti      | Carlos Cardoso / Carlota Rufino | TVI     | Co-Protagonista |
| 2013      | Dá-las            | António                         | Canal Q | Protagonista    |
| 2015      | A Única Mulher    | Orlando Barros                  | TVI     | Elenco Regular  |
| 2018      | Idiotas, ponto.   | Carlos                          | RTP     |                 |
| 2019-2020 | Prisioneira       | Darius                          | TVI     | Elenco Regular  |
| 2020-2021 | Bem Me Quer       | Pompeu Romão                    | TVI     | Elenco Regular  |
| 2022      | Rua das Flores    | Eduardo                         | TVI     | Elenco Regular  |

## Cinema
| Ano  | Titulo                         | Personagem |
| ---- | ------------------------------ | ---------- |
| 2005 | O beijo                        |            |
| 2006 | Dot.com                        | Fernando   |
| 2007 | Beija-me                       |            |
| 2011 | O Milagre                      | Manuel     |
| 2015 | O Leão da Estrela              | Eduardo    |
| 2016 | O Amor é Lindo ... Porque Sim! | Paparazzo  |

## Teatro
| Ano       | Titulo                                       | Encenador                                | Localização                                               | Notas            |
| --------- | -------------------------------------------- | ---------------------------------------- | --------------------------------------------------------- | ---------------- |
| 2003-2004 | Bobo e a sua mulher esta noite na pancomédia | João Lourenço                            | Teatro Nacional S. João e Teatro Aberto                   |                  |
| 2004      | Lendas do Mar                                | Manuel Mendes                            | Companhia Teatral do Chiado e Teatro Estúdio Mário Viegas |                  |
| 2004      | Pedras rolantes                              | António Pires                            |                                                           | actor substituto |
| 2005      | Mater                                        | João d'Ávila                             | teatro da barraca                                         |                  |
| 2005      | O mistério da camioneta fantasma             | Hélder Costa                             |                                                           |                  |
| 2005      | A princesa do amor de sal                    | Rita Lello                               | peça infantil                                             |                  |
| 2005-2006 | Os renascentistas                            | Hélder Costa                             | actor substituto                                          |                  |
| 2006      | Felizmente há luar                           | Hélder Costa                             |                                                           |                  |
| 2008-2009 | Dia do pai                                   | Almeno Gonçalves                         |                                                           |                  |
| 2009      | Raparigas                                    | Almeno Gonçalves                         |                                                           |                  |
| 2010      | A Maluquinha de Arroios                      | Maria João Luís                          |                                                           |                  |
| 2010-2014 | As obras completas                           | Juvenal Garcês                           |                                                           |                  |
| 2011      | O marido vai à caça                          | Maria João Luís                          |                                                           |                  |
|           | Secreta ideil                                | Nuno Machado, André Nunes e Nádia Santos |                                                           |                  |
| 2015      | Em baixo e em cima                           | Jorge Gomes Ribeiro                      |                                                           |                  |
| 2015      | Conto de Natal                               | Jorge Gomes Ribeiro                      |                                                           |                  |
| 2015      | Danças a um Deus Pagão                       | José Peixoto                             |                                                           |                  |